# Włodzimierz Mozołowski

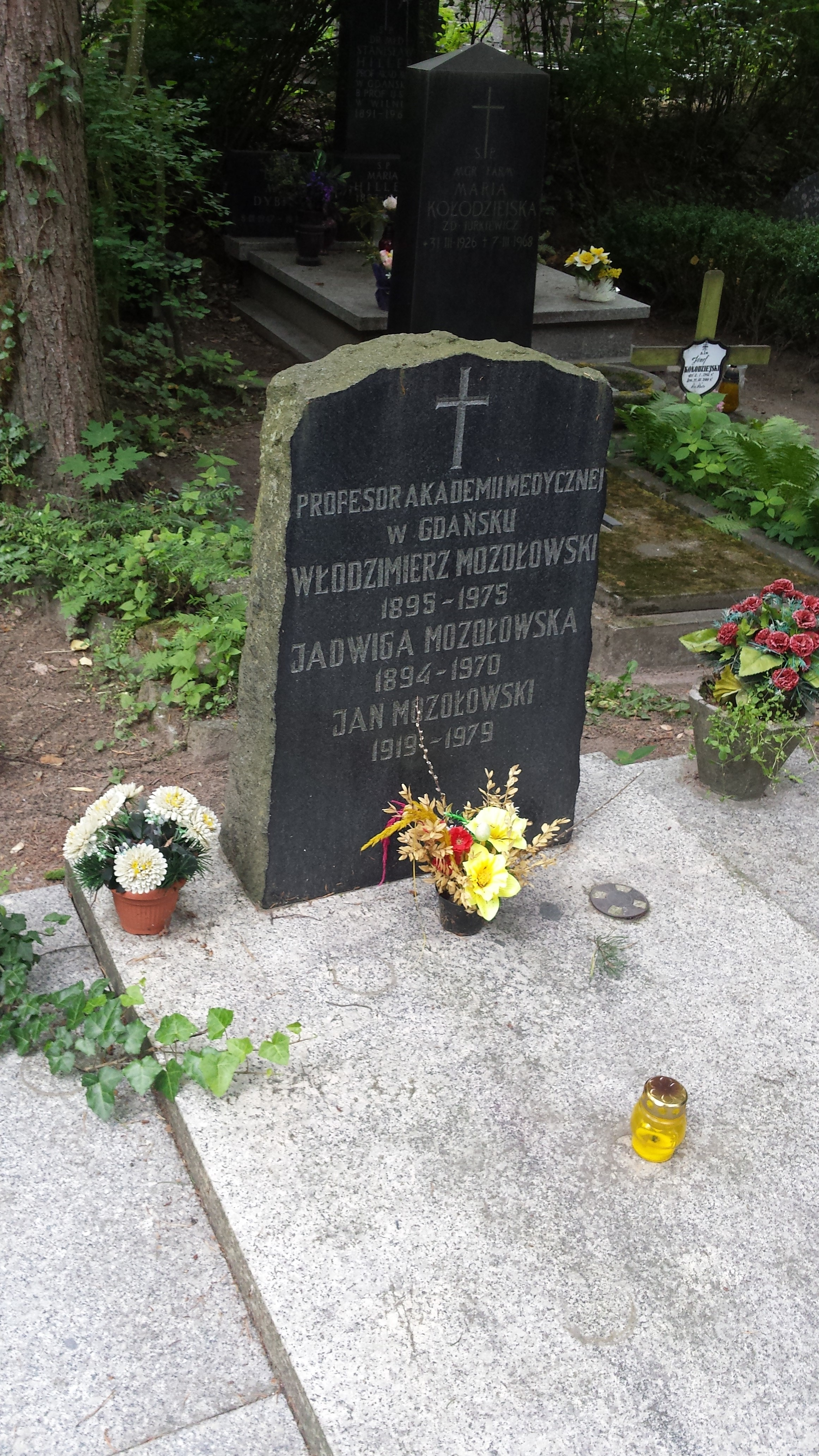
Grobowiec rodziny Mozołowskich w Gdańsku

Włodzimierz Antoni Witold Mozołowski (ur. 8 maja 1895 w Sanoku, zm. 6 maja 1975 w Gdańsku) – polski doktor wszech nauk lekarskich, biochemik, profesor zwyczajny chemii fizjologicznej, chemii lekarskiej, patologii ogólnej, doktor honoris causa. Kapitan rezerwy piechoty Wojska Polskiego, uczestnik czterech wojen, kawaler Orderu Virtuti Militari.

## Życiorys
Włodzimierz Antoni Witold Mozołowski urodził się 8 maja 1895 w Sanoku. Od dzieciństwa był wyznania greckokatolickiego. Był wnukiem dr. Józefa Wienkowskiego (lekarz w Sanoku od 1870, zm. 1894), synem Józefa (1858–1904, geodeta, c.k. prowadzący księgi gruntowe w sądzie w Sanoku, właściciel hotelu przy ulicy Jagiellońskiej w Sanoku) i Antoniny z domu Fijałek (1872–1900). Miał rodzeństwo: Aldona Helena (ur. 1890, studiowała medycynę, wpierw zamężna z Jakubowskim, synem właściciela Bóbrki, zmarłym tragicznie pracownikiem naukowym Politechniki Lwowskiej, potem żona ppłk. dr. Mariana Wowkonowicza, została lekarzem internistą), Janinę Marię (ur. 1891, nauczycielka, zamężna z Henrykiem Grotowskim, urzędnikiem magistratu miasta Lwowa), Stefana (1892–1940) i Stanisława (1894–1900, zmarł w dzieciństwie, miesiąc po matce). Rodzice zmarli, gdy był dzieckiem (matka 11 czerwca 1900, ojciec 11 września 1904), po czym wychowanie osieroconej trójki rodzeństwa przejął stryj Wiktor (ojciec Bolesława), zamieszkujący w Sanoku przy ul. Kolejowej 384, a wsparcia udzielał także brat matki, ks. prof. Jan Nepomucen Fijałek. Podczas nauki gimnazjalnym opiekunem Włodzimierza był radca sądowy Władysław Smólski.
W 1913 zdał z odznaczeniem egzamin dojrzałości w C.K. Gimnazjum Męskim w Sanoku (w jego klasie byli m.in. Jan Ciałowicz, Jan Kuźnar, Franciszek Prochaska, Klemens Remer, Michał Terlecki – wszyscy także późniejsi oficerowie Wojska Polskiego). W czasie nauki szkolnej wraz z bratem Stefanem należał do Organizacji „Promień” (założył ją Kazimierz Świtalski, innymi aktywnymi działaczami byli Samuel Herzig, Ludwik Jus), w roku szkolnym 1912/1913 był przewodniczącym Czytelni, a w jej ramach współtworzył „Kółko przyrodników”, w którym był sekretarzem (prezesem był Aleksander Ślączka, a wiceprezesem Kazimierz Piech). Był jednym z pierwszych członków ruchu skautowego w Sanoku, został członkiem tajnego „oddziału ćwiczebnego” im. Hetmana Stanisława Żółkiewskiego, założonego w listopadzie 1909 przez działaczy Organizacji Młodzieży Niepodległościowej „Zarzewie”, od 1911 działający jako jawna Drużyna Skautowa im. hetmana Stanisława Żółkiewskiego – Ex ossibus ultor (innymi harcerzami byli wówczas m.in. Jan Bratro, Władysław Brzozowski, Tadeusz Piech, Tadeusz i Klemens Remerowie, Władysław Zaleski). Od 1913 był członkiem Związku Strzeleckiego.
W 1913 rozpoczął studia medyczne na Wydziale Lekarskim Uniwersytetu Franciszkańskiego we Lwowie, przerwane przez wybuch I wojny światowej. Po pierwszym roku studiów wstąpił do Legionów Polskich. Służył w 1 pułku piechoty w ramach III Brygady do czasu kryzysu przesięgowego w 1917. Od 1917 do 1918 służył w szeregach c. i k. armii na froncie włoskim. Po odzyskaniu przez Polskę niepodległości został przyjęty do Wojska Polskiego. W listopadzie 1918 brał udział podczas obrony Lwowa trwającej wojny polsko-ukraińskiej. Od 1919 do 1921 pełnił stanowisko dowódcy Kompanii Przybocznej Naczelnego Wodza Józefa Piłsudskiego. Uczestniczył w wojnie polsko-bolszewickiej, w tym w walkach o Wilno. Decyzją dowództwa grupy gen. Edwarda Śmigłego-Rydza otrzymał prawo noszenia Odznaki Wilno. 4 listopada 1921 na dziedzińcu pałacu Belwederskiego w Warszawie Naczelnik Państwa i Naczelny Wódz marszałek Polski Józef Piłsudski udekorował go osobiście Krzyżem Srebrnym Orderu Virtuti Militari. Został awansowany do stopnia kapitana rezerwy piechoty ze starszeństwem z 1 czerwca 1919. W 1923, 1924 był oficerem rezerwowym 5 pułku piechoty Legionów w garnizonie Wilno. W 1934 jako kapitan rezerwy był w kadrze zapasowej 9 Szpitala Okręgowego w Brześciu i pozostawał wówczas w ewidencji Powiatowej Komendy Uzupełnień Lwów Miasto. Działał w Kole Lekarzy Legionistów, był przewodniczącym sekcji pozastołecznej we Lwowie, w lipcu 1935 został wybrany członkiem zarządu głównego.
Studia medyczne w Zakładzie Chemii Lekarskiej pod kierunkiem Jakuba Parnasa ukończył w 1922, uzyskując tytuł doktora wszech nauk lekarskich na Wydziale Lekarskim Uniwersytetu Jana Kazimierza we Lwowie. Od tego czasu był pracownikiem Zakładu Chemii Lekarskiej na tej uczelni, jako demonstrator, młodszy asystent, starszy asystent, adiunkt. Kształcił się także na Wydziale Matematyczno-Przyrodniczym UJK oraz uzupełniająco na uniwersytecie we Frankfurcie i w Mannheim. W 1929 uzyskał docenturę w zakresie chemii fizjologicznej uzyskując veniam legendi z chemii fizjologicznej, a w 1933 habilitował się. 26 września 1934 prezydent RP Ignacy Mościcki mianował go profesorem nadzwyczajnym chemii fizjologicznej i patologii ogólnej Akademii Medycyny Weterynaryjnej we Lwowie. 26 sierpnia 1935 został profesorem zwyczajnym chemii fizjologicznej na Wydziale Lekarskim Uniwersytetu Stefana Batorego w Wilnie. Jednocześnie był kierownikiem Zakładu Chemii Fizjologicznej na tej uczelni i pozostawał nim do 1939. Na uczelni był wyznaczony kuratorem organizacji (samopomocy) żydowskiej. 29 kwietnia 1934 został wybrany członkiem zarządu Związku Lekarzy Państwa Polskiego. Do końca istnienia II RP był członkiem Polskiego Towarzystwa Chemicznego, Lwowskiego Towarzystwa Naukowego. Do 1939 opublikował 37 większych prac naukowych w języku polskim i niemieckim na łamach czasopism „Przegląd Chirurgiczny”, „Przegląd Sportowo-Lekarski”, „Wiadomości Lekarskie”, „Praktyka Lekarska”, „Biochemische Zeitschrift”, „Zentralblatt für Chirurgie”, „Klinische Wochenschrift”. Pełnił funkcję prezesa zarządu Okręgu VI Związku Strzeleckiego we Lwowie.
Po wybuchu II wojny światowej był zaangażowany w ruchu oporu i tajnym nauczaniu w sferze uniwersyteckiej. Pracował w laboratorium szpitala dziecięcego. Brał udział w powstaniu warszawskim. Po zakończeniu wojny, w wyniku przymusowej „repatriacji” trafił z Wilna do Gdańska, gdzie od 1945 wraz z innymi profesorami współorganizował Zakład Chemii Lekarskiej w Akademii Lekarskiej w Gdańsku. 11 listopada 1945 przeprowadził pierwszy wykład dla studentów medycyny w Gdańsku. 7 grudnia 1946 prezydent Krajowej Rady Narodowej wydał nadanie mu tytułu profesora zwyczajnego chemii lekarskiej na Wydziale Lekarskim Akademii Medycznej w Gdańsku. Ten urząd sprawował do 1950. Następnie w latach 1950–1960 był profesorem chemii fizjologicznej, w tym kierownikiem Katedry Chemii Fizjologicznej. W latach 1959–1962 był profesorem biochemii patologicznej Instytutu Biochemii i Biofizyki PAN, w tym od 1 października 1959 do 31 stycznia 1962 kierował Zakładem Chemii Biologicznej. W 1965 przeszedł na emeryturę. W 1972 otrzymał doctor honoris causa Akademii Medycznej w Gdańsku. Uchodzi za twórcę gdańskiej szkoły biochemicznej po II wojnie światowej.
Prowadził prace nad metabolizmem związków fosforowych mięśni, mechanizmem detoksykacji ustrojowej, białkami i związkami azotowymi krwi. Po wojnie należał do towarzystw naukowych, m.in. zorganizował Gdańskie Towarzystwo Lekarskie i w 1965 został pierwszym honorowym członkiem Polskiego Towarzystwa Biochemicznego. Działał w strukturach Polskiej Akademii Umiejętności (1948), Towarzystwa Naukowego Warszawskiego (1951). Został także honorowym członkiem Polskiego Towarzystwa Lekarskiego.
W latach 1954–1968 był redaktorem pierwszego polskiego pisma w dziedzinie biochemii pod nazwą Acta Biochimica Polonica. Publikował w zakresie dziedziny swojego pola naukowego, w tym prace naukowe i badawcze oraz skrypty i podręczniki do chemii lekarskiej, a także artykuły z zakresu historii medycyny. Jego publikacje ukazywały się w czasopismach naukowych polskich, francuskich, niemieckich. Wykłady przez niego prowadzone cieszyły się dużym uznaniem, nie tylko wśród studentów uczelni. Jego powiedzeniem było: „Dobry nauczyciel to taki, który ma uczniów lepszych od siebie”. W 1958 był przypisany do adresu ul. Józefa Hoene-Wrońskiego 12 w Gdańsku.
Jego żoną 27 lutego 1919 została Jadwiga z domu Koehler (córka księgarza Stanisław Koehlera, po ojcu prowadząca księgarnię we Lwowie, działaczka społeczna, odznaczona Krzyżem Niepodległości, zm. 1970). Bliskie kontakty z urzędnikami Belwederu, w tym pochodzącym z Sanoka Kazimierzem Świtalskim i samym Marszałkiem, znalazły odzwierciedlenie w fakcie, że ojcem chrzestnym ich syna, Jana Józefa Zygmunta (ur. 9 grudnia 1919, późniejszy oficer, lotnik RAF, biorący udział w bitwie o Anglię 1940, zm. 22 listopada 1979), został Józef Piłsudski (matką chrzestną była Aldona Mozołowska), a podczas uroczystości chrztu św. 9 lipca 1920 w parafii Matki Boskiej Częstochowskiej uczestniczył także Bolesław Wieniawa-Długoszowski.
Włodzimierz Mozołowski zmarł 6 maja 1975 na dwa dni przed swoimi 80. urodzinami i został pochowany na Cmentarzu Srebrzysko w Gdańsku 10 maja 1975 (rejon IX, kwatera profesorów, rząd 5, grób 22/23).

## Publikacje
- Istota cukru krwi (1924)
- Istota antypepsyny surowiczej (1925-1928)
- Powstanie amoniaku krwi i mięśni (1927-1934)
- Sprzężone związki kwasu glikuronowego (1937–1938)
- Ćwiczenia z chemii nieorganicznej

## Ordery i odznaczenia
- Krzyż Srebrny Orderu Wojskowego Virtuti Militari nr 3586 (1921)[61]
- Krzyż Niepodległości (22 grudnia 1931)[62]
- Krzyż Oficerski Orderu Odrodzenia Polski
- Krzyż Kawalerski Orderu Odrodzenia Polski (15 lutego 1956)[63]
- Krzyż Walecznych (dwukrotnie)
- Złoty Krzyż Zasługi (dwukrotnie: 18 marca 1932[64], 13 lipca 1954[65])
- Warszawski Krzyż Powstańczy (pośmiertnie)
- Medal 10-lecia Polski Ludowej
- Odznaka „Wilno”

## Upamiętnienie
- W 1995 wydano książkę Włodzimierz Mozołowski, 1895-1975 w 100-lecie urodzin[66]. Od 1997 Polskie Towarzystwo Biochemiczne przyznaje Nagrodę im. Włodzimierza Mozołowskiego jako wyróżnienie młodych biochemików[67].
- W obecnym Collegium Biomedicum w Gdańskim Uniwersytecie Medycznym utworzono salę im. prof. Włodzimierza Mozołowskiego[68].
- W 1987 Gdański Oddział Polskiego Towarzystwa Biochemicznego i Gdańskie Towarzystwo Naukowe zapoczątkowały organizowanie w niej corocznego uroczystego wykładu imienia prof. Włodzimierza Mozołowskiego.